# Казикумухское шамхальство
Казикумухское (газикумухское) шамхальство —  условный термин, используемый в части дагестанской историографии XX века для обозначения предполагаемого государственного образования  на территории Дагестана в VIII—XVII веках. Термин не встречается в дореволюционных источниках и был введён в научный оборот в середине XX-го века.

## Версии происхождения шамхальства

### Арабская версия
Согласно арабской версии, шамхальство возникло в 734 году, когда арабский завоеватель Абу-Муслим назначил в Кумуке некого владетеля по имени Шахбал. Такая точка зрения изложена в хронике «Дербенд-Наме». Её поддерживает и Бакиханов А.К:

 Устроив таким образом дербендские дела, Абу Муслим пошел на Кумук. Эмиры и жители тамошнего края после нескольких битв запросили пощады и приняли ислам. Главная мечеть и другие здания, построенные им в городе Кумуке, существуют ещё и поныне. Он оставил здесь правителем Шахбала ибн Абдаллаха ибн Касима ибн Абдаллаха ибн Аббаса (дядя пророка
Мухаммада) и назначил при нём казия для обучения жителей обрядам новой веры 
В Тарихи Дагестана Мухаммада Рафи приводится следующая генеалогия Шам Хала, правившего в XIII веке, правда из потомства уже Хамзы, а не Аббаса. Он был сыном Амира Хамзы, сына Султан Ахмада, сына Хан-Мухаммада, сына ал-Вали, сына Хала, сына Фаридуна, сына Амир Султана, сына Султан-Алибека, сына 'Абд ал-Азиза, сына Аглаба, сына Амир Джуфана, сына Амир Мухаммеда, сына Гази Аби-л-Фатха, сына Муслима, сына 'Абд ал-Малика, сына Ибрахима, сына Исхака, сына Мансура, сына Касима, сына Йакуба, сына 'Омара (из рода Салмана), сына Насиба, сына Сулеймана.

#### Критика арабской версии
Многие специалисты подвергли сомнению арабскую версию, отмечая полулегендарный характер сведений о походе Абу-Муслима и назначении им Шахбала в Кумуке. Русский востоковед В. В. Бартольд отмечал, что форма «шамхал» является поздней. Первоначальной формой термина является «шавкал», которое одновременно фиксируется русскими и иранскими (тимуридские историки Низам ад-Дин Шами и Шарафаддин Язди) источниками, что исключает возможность искажения «шамхал» в «шавкал». Известный дагестанский историк Шихсаидов писал, что версия об арабском происхождении была выгодна династии и духовенству. А.Кандауров писал о том, что инициаторами версии об арабском происхождении были сами шамхалы. Дополнительным аргументом против рассматриваемой версии является тот факт, что шамхалы не упоминаются у средневековых арабских географов (Али-Масуди, Аль-Истархи и другие).
Вводу термина в историографию во многом послужила работа Лаврова, обнаружившего кладбище шамхалов в Кумухе. Само кладбище было давно известно как «семендерское», а похороненные на нем шамхалы — как «татар-шамхалы», о чём сообщал Али Каяев. На кладбище обнаружены могилы трёх шамхалов — Бугдай-шамхала, Сурхай-шамхала и Эльдар-шамхала, а текст на могиле последнего в четыре строки написан на кумыкском языке.
По мнению лакского учёного Каяева, первым шамхалом был тюркский «газий», прибывший в Дагестан в начале XII в. со сподвижниками и мусульманским миссионером — Гази-Калантаром, а через сотню лет тюркскую династию шамхалов сменила чингизидская:
«Абумуслим же, которому легенды приписывают распространение ислама в горах, если и был здесь, то не позже чем 500 лет назад. А шамхалы в Дагестане были и до него. Первый дагестанский шамхал был за 200–300 лет до мифического прихода Абумуслима»
Кроме того, авторство Дербент-наме не установлено, и по мнению специалистов, таких как Бартольд и Шихсаидов, хроника является поздней компиляцией различных источников с изменениями, сокращениями и дополнениями.

### Тюрко-кумыкская версия
Сторонниками тюркской версии происхождения шамхальского государства являлись лакский историк Али Каяев, турецкий историк Фахреттин Кирзиоглу, историк начала XX века Д.-Х. Мамаев (Карабудакхентский), Халим Герей Султан, крымскотатарский автор Мехмет-Эфенди и ряд других. По мнению дагестанского учёного профессора Р. М. Магомедова, имеются "все основания отнести этот термин к Золотой Орде, нежели арабам. Можно считать, что правитель кумыков в период господства татаро-монгол ими выдвинут в этот сан. Российский востоковед, доктор исторических наук, Зайцев И.В считает шаухальство кумыкским государством со столицей в городе Кумух. Исследуя труд тимуридских историков Низама ад-Дин Шами и Шереф ад-Дина Йезди, советские историки В. Г., Ромаскевич А. А и Волин С. Л., узбекский профессор Ашраф Ахмедов, а также профессор и алановед О. Б. Бубенок, называют Гази-Кумук (Гази-Кумуклук, кази-кумуков) областью проживания части кумыков.
Османский путешественник Эвлия Челеби называл шамхала «природным огузом». Аргументом в пользу тюрко-татарской версии является тот факт, что шамхалы избирались традиционным для тюркских народов способом — бросанием красного яблока. Домусульманские имена жителей Гумика, зафиксированные в Худуцкой надписи (Будулай, Ахсувар, Чупан и другие) имеют тюркскую природу. На могилах шамхалов в Кумухе помимо арабских имеются надписи и на тюркском языке, зафиксированные известным кавказоведом Л. И. Лавровым. Само кладбище местные жители называли «симирдальским» — от названия хазарского города Семендера. Как отмечают учёные, на кладбищах в Кумухе проявлется кипчакский характер узора. В исторической хронике История Маза шамхалы названы «ветвью ханско-хаканских поколений». Тимуридские историки Низам ад-Дин Шами и Шереф-аф-Дин Йезди упоминали владение Гази-Кумуклук. Суффикс -ук характерен для тюркских языков.
Правитель андийцев Али-Бег, ставший основателем новой династии владетелей этого народа, носил титул шамхал. Также титул «шамхал» носил правитель XV века из Гидатля «Уллу (Олло) Шамхал» (Уллу в переводе с кумыкского «большой», «великий»). Согласно народным преданиям, правители андийцев, начиная с шамхала (султана) Али-Бега до Хаджику, разговаривали на языке равнины (кумыкском).
По мнению лакского историка Али Каяева, первый шамхал был тюрком, а не арабом. Монгольские завоеватели сместили прежнюю династию и назначили свою..
Джамалутдин-Хаджи Мамаев (Карабудакхентский) в своей книге «История Кавказа и селения Карабудахкент» писал о происхождении шаухалов следующее:

То обстоятельство, что в Дагестане избрали [своими правителями] род Чингиза и назвали их именем «шавхал-хан», исходило из установившейся тюркской, татарской духовности, как опоры на своё генеалогическое происхождение (насаб), при этом, не склоняясь в сторону науки или деликатности (эдеб). Род Чингиза почитается среди них (шаухалов) [высоко], как курайшиты среди мусульман. Они не позволяли никому быть выше них или поднять голову
На генетическую связь Шаухалидов с Джучидами указывают и имена некоторых первых из них и окружавших их аристократов. Среди них можно назвать брат шаухала Ахсувара Бугдая (сравните с именем монгольского полководца Букдая, участвовавшего в покорении Кавказа), Али Чопана (тюрко-монгольское Чобан), вельможа Сардар Нугай (Ногай) (все рубеж XIII—XIV вв.) и жившие в XVI в. шаухалы Будай и Чопан. По мнению французского учёного Шанталь Лемерсье-Келькеже, в шамхальстве доминировали кумыки, но за лакцами сохранялся почетный статус «гази» (из-за более раннего принятия ислама). В шамхальстве существовало сословие карачи-беков, существовавшее в тюркских и монгольских государствах.
Современный российский востоковед и историк Аликбер Аликберов установил, что в нагорном Дагестане существовало государство «Тавйяк» (Горная сторона), созданное частью прикаспийских гунно-савир, переселившихся в горы из-за арабско-хазарских войн. С ними связаны многочисленные топонимы (например, Хунзах). В район нынешнего Кумуха переселились представители тюркского родового объединения «кумук-атыкуз», от которых и пошло нынешнее название села. Тавйяк был совместным государством предков кумыков (гунно-савир), лакцев, аварцев и других народов. Впоследствии «Тавйяк» распадается на Казикумухское владение (династия кумыкских правителей) и Сарир. Термин «шамхал» он считал переосмыслением старой гунно-савирской титулатуры.
Ещё одним подтверждением тюркского владычества как в золотоордынский, так и в предшествующий период является записи Плано Карпини:
...Первым царем западных татар был Саин. Был он сильный и могущественный царь. Он покорил Россию, Команию, Аланию, Лак, Менгиар, Гугию и Хазарию, а прежде, чем он их покорил, все они принадлежали команам.

### Фальсификации
Одним из примеров фальсификаций, связанных с введением термина, является использование В. Г. Маршаевым в своей работе («Казикумухское шамхальство в русско-турецких отношениях во второй половине XVI — начале XVII вв.» // Ученые записки Института истории языка и литературы. 1963 т. XI. Серия историческая) значительных отрывков из более ранней работы с неустановленным авторством о кумыкско-русских отношениях под заголовком «Политика Шамхала в борьбе за независимость» (Рукописный Фонд Института Истории, Археологии и Этнографии Дагестанского Филиала Российской АкадемииФ. 1. Оп. 1. Д. № 54.). Маршаев внёс в текст искажения, заменив название кумыкского государства Тарковское шаухальство на Казикумухское, а этнонимы «кумыки» и «аварцы» на «лакцы».
Кроме того, Эвлия Челеби называет «татарский город» Татартуп (ныне локализуемый недалеко от села Эльхотова), а не Кумук, «в древние времена столицей падишахов Дагестана».

## Формирование шамхальства VIII—XII вв
Вопрос о формировании шамхальства в данный период является спорным. Василий Владимирович Бартольд считает попытки обоснования арабской версии лишь произвольными комбинациями местных учёных, пытающимся связать предание с исторической традицией.
Коренным населением «владения казыкумыцкого», по свидетельству Ф. Симоновича (1796), являлись дагестанские татары (кумыки). После переселения некоторых лезгиноязычных народов из персидских земель во владение под власть шамхала произошло смешение населения, а власть шамхала со временем ослабла:
Народ сей провинции происходит от дагестанских татар, смешавшихся с персидскими поселенцами, они с ними одного закону, а говорят лезгинским языком. По древнему распоряжению шаха Абумуселима состояла провинция Кура под владением шамхаловым, но по воспоследовавшему в Дагестане междуусобию, зависела она от дербентских султанов, а в новейшие времена от кубинских ханов и, наконец, уступил его Фет Али хан Хамутаю казыкумыцкому в наследственное и независимое владение.
Народ сей поселился, по свидетельству некоторых персидских летописей, при шахе Абумуселиме из Гильяна и состоял при духовном чиновнике казы, под владением шамхаловым. По сему чиновнику и занятому народом, поселившимся из Гильяна, кумухского места, или лучше сказать, по смешениям с коренным кумухским народом, происходящим от дагестанских татар, и произошло название казыкумук. Чиновники же сии были предки Хамутая, сделавшиеся после в своей части по примеру других независимыми и принявшими уже в новейшие времена ханский титул.
Под термином Кази-Кумыки с XIV века по XIX подразумевались сами кумыки.
Об изначальной принадлежности Казы-Кумыков к «татарам», затем перемешавшихся с «лезгинами», писал и Броневский в 1823.

### Арабы в Кумухе
В середине VII в. Арабский халифат приступил к захвату Дагестана. В начале VIII в. арабы с боями захватили Кумух, что могло обязать гази-кумуков быть в союзе с арабами против хазар. Известно, что арабы теряли власть в Дагестане при успешном нашествии хазар и гумики потом могли быть в союзе с хазарами. Арабам приходилось покорять дагестанцев вновь.

### Поход Абу Муслима
В 734 г. военачальник арабской армии Абу Муслим ибн Абдул-Малик после одной из побед назначил в Дагестане несколько правителей, одним из которых был Шахбал Кумуха. Власть Шахбала могла быть не постоянной в Кумухе, если он был араб. Правильным будет считать, что Шахбал был местный правитель Кумуха, известный у лакцев как Шамхал. Историки Бартольд и Полиевктов связывали Шахбала с Шамхалом, оба означающих правителя Кумуха. Бакиханов А. К. писал, что 734 г. «Абу Муслим пошел на Кумук … Главная мечеть и другие здания построенные им в городе Кумуке существуют ещё и поныне. Он оставил здесь правителем Шахбала ибн Абдаллаха».

### В составе халифата
Хроника Дербенд-наме так описывала формирование дагестанских владений Абу Муслимом: «Хамри, Кюре, Ахти, Рутул, Зейхур — они подвластны Кумуку … А правителю Дербенда [он] приказал брать харадж с Кайтака, Табарсарана и Гюбечи». В Дагестане были такие владения как Дербентское, Кайтагское, Табасаранское, Кумухское и Хунзахское.

### Поход Марвана
Позднее Кумух отошёл от власти арабов. Историк аль-Куфи сообщал, что в 738 году арабский военачальник Марван ибн Мухаммад «выступил из Касака, переправился через реку ал-Кур и направился к городу, называемому Шаки. Из Шаки он отправился в земли ас-Сарир». В 738 г., согласно Дербенд-наме, Марван обязал правителей горного Дагестана платить дань.
Историк Бейлис В. М. сообщал о походе Марвана в Дагестан: «Он [Марван] подошёл к крепости „дома Трона“, убивал и захватывал пленных. […] Он вступил в Гумик — крепость, где находился „дом владения“, и здесь местопребывание „владыки трона“. Владыка ушёл, спасаясь бегством, и прибыл в крепость под названием Хумрадж, а в ней находится золотой трон. Марван находился возле неё зиму и лето, а затем заключил мир с [маликом] на условиях [дани] — тысячу голов скота и сто тысяч мудд — и ушёл оттуда, вступив в землю Туман»

### Джума-мечеть
В 778 году была построена Кумухская джума-мечеть, в которой есть старинная надпись: «В 162 г. хиджры священную мечеть построили они ради благочествия ко всевышнему Аллаху». Эту надпись читали учёные арабисты Д. Н. Анучин (1882 г.), Д. Б. Бушаев в (1894 г.), М. Алиханов-Аварский, Е. И. Казубский (1902 г.) и Л. И. Лавров (1950-е г.). Однако русский востоковед В. В. Бартольд считал надпись, якобы подтверждающую основание мечети в Кумухе во времена арабов, поздней, созданной для обоснования принадлежности шамхалов к арабскому роду.

### Распад халифата
В IX веке антиарабское восстание Бабека привело к распаду халифата. Власть мусульман в горном Дагестане пришла в упадок. В IX—XI вв. некоторые территории Южного Дагестана, как Табасаран, Кюра, Ахты, Рутул и Цахур, были под влиянием более сильного Ширвана. Образовался Дербентский эмират. Кумухский шамхалат состоял из одной Лакии.

### Восточные авторы
Ибн Русте писал в X в., что «у царя Серира есть крепость называемая „Алал и Гумик“». Аль-Масуди писал в X в., что жители Гумика «христиане, не подчиняются никакому царю, но имеют начальников (руаса) и живут в мире с царством алан». Минорский писал, что в 1064 г. «гумикские неверные напали на селения ал-Баба, убили много мусульман и разграбили их имущество. Затем, наложив харадж на оставшихся в живых, они вернулись домой».
Восточные авторы сообщали о таких наименованиях дагестанских владений как Дербент, Табасаран, Гумик, Сарир, Лакз, Хайдак, Зирихгеран, Филан, Шандан, Джидан, Хамзин, Туман, Самандар и Баланджар. Однако ни один арабский географ не упоминает шамхалов.

## Нашествие монголо-татар XIII—XIV вв
Некоторые сторонники тюрко-татарской версии происхождения шамхалов связывали основание шамхальства с монголо-татарским нашествием. По мнению дагестанского учёного, профессора Р. М. Магомедова, имеются «все основания отнести этот термин к Золотой Орде, нежели арабам. Можно считать, что правитель кумыков в период господства татаро-монгол ими выдвинут в этот сан».

### Захват Кумуха
В 1240 году монголо-татары, после Дербента и Рича, пошли на захват Кумуха, высокогорной столицы лакцев. Осада крепости Кумуха с использованием осадных машин и катапульт продолжалась несколько месяцев. В этом же году 8 апреля, Кумух был захвачен и разрушен. Исмей-Гаджи Гусейнов писал: «Весной 1240 года один из полководцев Батыя, Бугдай, подходит к Кумуху и после ожесточенного сопротивления защитников крепости захватывает столицу шамхальства. Есть мнение, что джучиды не сумели тогда утвердиться в Лакии как и в других районах горного Дагестана». Однако данные исторических летописей свидетельствуют о закреплении в Кумухе чингизидской династии.
Дагестанская историческая хроника «Тарих Дагестан» фиксирует: «…зеркало согласия между князьями Кумуха и Хайдака разбито было усилиями Сатаны. Те из потомков князя мучеников (Хамзы), которые в продолжении этих беспокойств были живы из числа владетелей Хайдакских, а именно Мухаммед-хан, Ашир-хан и Амир-хан, нашли убежище у повелителей Аварии и обязались быть их союзниками… Там произошли между ними и князьями Кумухскими страшные войны… Царь Аварский послал письмо и посланников, избранных из числа мудрых и красноречивых людей, к султану Каутар-шаху в страну турок… и предложил союз и дружбу согласно законам соседства и на условиях взаимной помощи в войнах со своими врагами и недоброжелателями», причём соглашение было подкреплено родственными узами — Каутар-Шах взял прекрасную дочь царя аварского в жены своему сыну Кей-Кобаду, а прелестную сестру последнего выдал за Саратана — сына царя аварского… Во исполнения этого соглашения «… пошёл Каутаршах на Гумик с войсками тюрок с восточной стороны», а войска «вилайата Авар» и Хайдака «с западной стороны». Произошло это в 637 году по хиджре (около 1240 года). Запись на полях одного из списков «Дербенд-наме» сообщает об этом с некоторыми подробностями: «Разрушение Гумика произошло в понедельник месяца рамадан, во времена Наджм ад-Дина, и погибло смертью воителей за веру все войско Гумика, кроме тысячи тридцати трех воинов, [в] шестьсот тридцать седьмом году».
Саратан и Каутар опустошили Кумух… и все князья Кумухские, происходящие от Хамзы, рассеялись по разным частям света".
Описанные в «Тарих Дагестан» события представляется, таким образом, возможным датировать месяцем рамадан 637 г. хиджры, то есть мартом 1240 г. Учитывая упоминание в хронике в связи с указанными событиями термина «тюрк», а также наличие надписей на камне о приходе монгольских войск осенью 1239 г. в аул Рича, что в километрах 60 к югу от Кумуха, можно говорить, что разгром Кумуха, описанный в «Тарих Дагестан», был учинен монгольским отрядом, поддержанным войсками соседних с Кумухом областей — Аварии и Кайтака.

### Союзные отношения
В конце XIII в. правители Кумуха приняли ислам и шамхальство стало влиятельным исламским государством. В 1302 году правитель Ирана сделавший подарки Бадр-шамхалу Кумухскому был не кто иной как потомок Чингис-хана — Газан-хан (1295—1304). Лавров сообщал, что Бадр-шамхал совершил газийский поход на Зирихгеран и построил там мечеть. Согласно Али Каяеву, в начале XIV в. в одном Кумухе было несколько мечетей.

### Междоусобицы
В 1318 году после смерти кайтагского уцмия Мухамеда, между его сыновьями началась борьба за престол уцмия. Один из них, Алибек, стал уцмием с помощью своего дяди по матери, шамхала Кумуха. Сводные братья Алибека, потерпевшие поражение, бежали в Ширван и Авар. Так образовалась антишамхальская коалиция Ширвана, Кайтага и Авара. Впоследствии этого конфликта к власти в Кумухе пришла новая династия шамхалов.

### Поход Тамерлана
В 1395 году Тамерлан совершил набег на «неверных» Кайтага. Шамхал Гази-Кумуха с войском 3000 человек напал на Тамерлана в окрестности Ушкуджи. Историк Низамеддин Шами упоминал «Гази-Кумук» союзником Золотой Орды и что «шамхал Гази-Кумука имел обычай вести войну с неверными», чем хотел воспользоваться Тамерлан. В 1396 году после победы над Тохтамышем, Тамерлан предпринял поход против шамхала Гази-Кумуха и захватил крепости Кули и Таус. Историк Шарафаддина Иезди сообщал: «Упорное сопротивление преодолено, крепости взяты, жители перебиты, из убитых устроен холм, убит сам шамхал». Тамерлан позднее способствовал шамхальской власти в Дагестане.

## Усиление шамхальства XV—XVI вв

### Власть
В XV веке Гази-Кумух стал крупнейшим исламским и политическим центром Дагестана, причем шамхал Гази-Кумуха взял на себя функции правителя всего Дагестана и именовался как «падишах», «вали» и «царь». Академик М. Р. Гасанов писал: «Шамхальство достигло своего наивысшего расцвета в XV в. Источники называют шамхалов „валиями“, то есть правителями всего Дагестана. Титул не соответствовал действительности. Шамхалу никогда не удавалось быть правителем всего Дагестана. Появление термина говорит об усилении шамхальства».

### Правительство
Газикумухское шамхальство управлялось верховным советом или диваном, в заседаниях которого присутствовали визири (советники), кадии (исламисты), амиры (военачальники) и шамхал (правитель).

### Федерализм
Дагестанские владения были склонны к политической независимости и заключали союзные отношения с правителями в личных интересах, как например необходимость защищаться объединёнными силами против завоевателей. В XV веке шамхал Гази-Кумуха был в союзных отношениях с такими владениями как Агул, Курах, Ахты, Рутул, Цахур, Андалал, Анди, Гидатль, Гоцатль, Чамалал, Тиндал, Карах, Кусрахи, Цудахар, Губден, Акуша, Кубачи, Тарки, Буйнак, Эндирей, Тюмень и Мичикич, которые управлялись джамаатами, кадиями, или же беками.

### Армия
Согласно Андуник-нуцалу, войско шамхала в этот период насчитывало до 100 тыс. воинов. Тюркский летописец Мехмет Эфенди писал о дагестанцах, что «когда их безопасность оказывается под угрозой, под знамя шамхала собирается армия из ста тысяч всадников и пеших. Это известный факт».

### Агрессия Ирана
В это время персы собрав армию решили завладеть Ширваном и Дагестаном, и «создать большую шиитскую державу». В 1456 году шиитский правитель Ирана шах Джунейд (1447—1456) на берегу реки Самур потерпел поражение и был убит суннитами как вероотступник. В 1488 году шах Гейдар (1456—1488), сын Джунейда, был убит на территории Табасарана. В 1500 году Табасаран был захвачен шахом Исмаилом I, сыном Гейдара.

### Экспансия территории
В XVI веке походы шамхалов Гази-Кумуха на «неверных» Грузии и Черкесии стали регулярными. Историк В. Гаджиев писал: «В период подъёма шамхальство превратилось в крупное по масштабам средневекового Кавказа государство». Между шамхалом и правителем Ширвана началось соперничество за гегемонию в Северном Азербайджане. С Ширваном также враждовал союзник и родственник шамхала царь Кахетии Леван.

### Эпоха процветания
В рамках Дагестана сформировалось единое экономическое пространство, с чем была связана крайняя специализация по селам. Вторым названием Гази-Кумуха, где каждый четверг проводилась ярмарка, у горских народов было «Большой рынок». Город Тарки стал торговым пунктом прикаспийского прохода приносивший большой доход в казну. Исмей-Гаджи Гусейнов писал: «Между сефевидским Ираном и Казикумухским шамхалом установились союзнические отношения, которые были скреплены браком между шахом и дочерью шамхала». Дом шамхалов роднился с правителями Кабарды, Ирана, Кахетии и Крыма.

## Правители

### Переселение на равнину
Али Каяев писал о шамхалах что «сильная их ветвь переселилась из Гази-Кумуха на равнину». Гасан Алкадари сообщал: «Когда история перешагнула через тысячелетие после Гиджры, шамхал стал зимою жить в плоскостных селениях, Буйнаке и других, а летом возвращался в Кази-Кумух, и казикумухцы начали постепенно выходить из под власти шамхала до такой степени, что шамхалы кроме распоряжений о сборе с них налогов в другие дела не вмешивались. Наконец, шамхал Сурхай-Мирза, сын шамхала Ильдар-хана, совсем оставил Кази-Кумух и поселился в селении Буйнаке. Этот Сурхай-Мирза умер в Буйнаке в 1049 году Гиджры (1639). Из шамхалов после него ни один не переезжал в Кази-Кумух и они остались жить то в Буйнаке, то в Тарки и в других плоскостных селениях. При таких условиях Кази-Кумухское общество не стало звать к себе этих шамхалов и начало по соглашению назначать для себя правителя из их родственников оставшихся в Кази-Кумухе. Выбранному таким образом правителю они дали титул халклафчи» В дагестанской историографии принято считать, что шамхалы переселились на плоскость из Гази-Кумуха в Тарки не позже XVI века.

### Кладбище в Кумухе
Лавров писал, что «наша находка шамхальского кладбища в Кумухе доказала что до XVII века резиденцией этого крупнейшего в Дагестане феодального государства были не Тарки, а Кумух, расположенный сравнительно близко от цахурцев». На могилах шамхалов были арабские и тюркские (возможно, кумыкские) надписи.
Надписи шамхальского кладбища Гази-Кумуха сообщали, что в 1556 году князь Мухаммад, сын Умал Мухаммада, был убит зимой «в сражении с неверными Черкессии»; «Это могила Будай-шамхала, сына Умал Мухаммад-шамхала». Надпись одной из могил в Гази-Кумухе именовала Алибека сыном Будай-шамхала. Из сыновей Будай-шамхала, Алибек I унаследовал Гази-Кумух, а Сурхай стал правителем Тарков. Потомки Сурхая (Ильдар, Гирей) жили в Тарках, а потомки Алибека I (Чопан, Тучелав, Алибек II) в Гази-Кумухе. Могильная плита Ильдар-шамхала в Гази-Кумухе относилась к 1635 году.

### Избрание шамхала
Титул шамхала в первой половины XVI века передавался на собрании представителей шамхальского рода в Гази-Кумухе. Также избирался вице-шамхал, именовавшийся дагестанцами как «крым-шамхал», по одной версии от лакского «къирив-шамхал» (наследник шамхала), по-другой, от кумыкского «ярым-шамхал» (вице-шамхал). Али Каяев сообщал, что фамилия «Крымшамхаловы» не означала происхождение носителей этой фамилии из Крыма. . Семейства этих правителей имели фамилию «Крымшамхаловы». В виде титулов, шамхал именовался Газикумухским и Тарковским.
Али Каяев предполагал, что правители Гази-Кумуха шамхалы происходили из тюркской династии правителей Улуса Джучи или были в родстве с ними. Такие вероятные фамилии у лакцев как «Саидовы», «Хамзатовы» и «Аббасовы» могли возникнуть от арабских имен правителей Гази-Кумуха, а не от самих арабов. Так, имена правителей использовались их семействами как родословные фамилии. Популярность арабских имен и фамилий у дагестанцев означала их принадлежность к исламу, а не к арабскому этносу. Правители Гази-Кумуха имели арабское, тюркское и лакское происхождение, часто входили в межнациональные браки, так что они не принадлежали к одной национальности.
Правители Гази-Кумуха в истории именовались на тюркском как «казикумуки», а на иранском как «лезгины». В иранских исторических сочинениях «История персидских тазкере» и «Сафине-йе хошгу», шамхалы Гази-Кумуха, а также их потомки при шахском дворе, упоминались как «лезгины». Иранское «лезгины» соответствовало современному «дагестанцы». Наименование шамхальства «Газикумухским» является тюркским и относится к нашествию Тамерлана в конце XIV в.

## Внешняя политика

### Отношения с Россией
В 1556 году были установлены дипломатические связи с Русским царством. Мирное посольство шамхала привезло Ивану IV Грозному, в числе богатых подарков, невиданного в Москве живого слона. В 1557 году кабардинский князь Темрюк Идаров обратился к царю Ивану IV с просьбой помочь защититься от нападений шевкальского царя, крымского хана и османов. В 1560 году Иван Грозный организовал поход Черемисинова в Дагестан. Иван Черемисинов захватил Тарки, но не решился там остаться.

### Сунженская крепость
В 1566 году кабардинский князь Матлов обратился к русскому царю с просьбой поставить крепость у слияния Сунжи и Терека. В 1567 году пытаясь помешать русским установить свою крепость у устья Сунжи, Будай-шамхал и его сын Сурхай были убиты на поле битвы, как об этом свидетельствуют их могильные плиты на шамхальском кладбище в Кази-Кумухе.
В 1569 году в Кази-Кумухе шамхалом короновался князь Чопан, сын Алибека I. Территория Чопан-шамхала на севере простиралась за Тереком и граничила с Астраханским ханством. На западе эта территория включала часть Чечни до Кабарды. Согласно И. Герберу: «Шамхалово владение простирается не только над князьями и землями в Дагестане, но и над частию народов тавлинского, и до самой почти Шемахи».
В 1570 году Чопан-шамхал со своими войсками пошёл на захват Астрахани, предпринятом совместно с турками и крымцами. Город взять не удалось и войска отступили к Азову, но затем вторглись в Кабарду. Несмотря на снос Сунженской крепости, продвижение русских на Кавказ к концу 1580-х годов возобновилось.

### Союз с Ираном
В Иране при шахском дворе, шамхал Гази-Кумуха имел почётное место рядом с шахом. Сестра Чопан-шамхала была замужем за шахом Тахмаспом I (1524—1576). «По обе стороны от шахского трона было сделано по два почётных места. Первое для хана Кандагарского, как защитника против Индии; второе для шамхала, как защитника против России; третье для царя Грузинского, как защитника государства против турок и четвёртое для хана, который живёт на границах арапских». Согласно А. Каяеву, влияние Чопан-шамхала было большим, так что он «вмешиваться в дела престолонаследия в Иране».

### Союз с Турцией
В 1577 г. Чопан-шамхал совместно со своим братом Тучелавом Бурханудин-беком, табасаранским беком Гази-Салихом и в союзе с османской армией предпринял военный поход против иранской армии кызылбашей, которые были разгромлены. После выдворения кызылбашей из Ширвана, Чопан-шамхал совершил визит в Турцию и был встречен в Восточной Анатолии с большими почестями. За заслуги в войне с персами шамхалу в качестве удела был выделен санджак Шабуран, а его брату Тучелаву санджаки Ахты и Ихыр. Ибрагим Печеви сообщал, что наместник Ширвана Осман-паша женился на дочери Тучелава. Чопан-шамхал обязался защищать Ширван.

## Распад шамхальства XVI—XVII вв

### Агрессия Турции, России и Ирана
В 1578 году с захватническими планами на Кавказ вторглась 200-тысячная армия Мустафа-паши. Шамхал вначале оказывал поддержку туркам в борьбе против Ирана, но в дальнейшем отказался от участия в войне с персами. Турецкие войска утвердившись в Шемахе стали продвигаться к столице шамхальства. В 1582 году «Кумух был подвергнут турками страшному разорению». Эти грабительские походы подняли население дагестанских аулов с оружием против турецких янычар.
В 1588 году российские власти в устье Терека заложили город Терки, известный также как Терская крепость. Терки стал главным оплотом русской армии в северном Дагестане. Наряду с этим усилилось значение Тарков как военно-политического центра шамхальства на севере.
В конце XVI века шамхал враждовал с крым-шамхалом, которого поддерживала часть «Кумыцкой земли». Кахетинскому царю Александру в это время сообщали, что «шевкальское дело плохо стало от того, что они (шамхал и крымшамхал — Е. К.) промеж собою бранятца». В 1588 году грузинские послы Каплан и Хуршит сообщали о смутах в шамхальстве и просили русского царя послать войска, как меру военных действий против набегов шамхала на Грузию. Россия захватила Тюменское владение на севере Дагестана.
В 1594 году состоялся поход Хворостинина в Дагестан, который после боев отступил. В 1599 году послы Сараван и Арам сообщали царю Кахетии Александру, что «ни самому ходить, ни людей своих посылать на шевкала нельзя, шевкал живёт за горами, дорога к нему тесна». Грузинский посол Кирилл в 1603 году сообщал в Москве, что «шевкал и дети его живут больше в Кази-Кумуках в горах, потому что то место крепкое», отмечая, тем не менее что «начальным городом был Тарки».
В 1604 году состоялся поход Бутурлина в Дагестан. Занявшая равнинный и предгорный Дагестан русская армия (ок. 8 000 чел.) была окружена и разбита на Караманском поле под предводительством кумыкского князя Солтан-Махмута Эндирейского, 20 км к северу от Махачкалы.
В начале XVII века Дагестан был под угрозой Иранского завоевания. Искандер Мунши сообщал, что шах-Аббас I преследовал суннитов в Азербайджане, затем занял Дербент.

### Союз с Россией
Правители шамхальства ввиду междоусобиц и агрессии персов, заключили союз с Россией, который носил вассальный характер. В 1614 году Гирей Тарковский и Тучелав Газикумухский (Андий-шамхал), сын Алибека I, в своих письмах терским воеводам присягали на верность русскому царю.
В 1623 году Ильдар Тарковский, брат Гирея, был избран шамхалом. В Кази-Кумухе состоялся банкет и коронация. В 1635 году Айдемир Эндирейский, сын Султан-Махмуда, стал шамхалом. Русский историк сообщал, что Султан-Махмуд Эндирейский ездил «в Казикумыхи для обиранья на шевкальство сына ево Айдемира Мурзы и давал кабацким узденям подарки — лошади и быки и овцы, где дается по их обычаям шевкальство, и сын его Айдемир едет вскоре в Казикумухи и в Казикумухах де ему женитца у Тучалава Мурзы, а женясь де ему там и шевкальство дадут».

### Феодальная раздробленность
Али Каяев писал, что в середине XVII века борьба за власть между сыновьями Чопан-шамхала «продолжалась около 30 лет … В ней погибло очень много людей». Феодальные междоусобицы привели к образованию независимых владений. В 1642 году Сурхай-шамхал (1641—1667) сделал город Тарки своей столицей. В Гази-Кумухе правителем был избран Алибек II, который создал независимое Газикумухское ханство. Впоследствии титул «шамхал» перешёл к князьям из шамхальской ветви в Тарках, где образовалось независимое Тарковское шамхальство.

## Известные шамхалы
Шахбал ибн Абдулла (734), Бадр-шамхал I (1295—1304), Ахсувар-шамхал I (1320), Сурхай-шамхал I (1510), Умал Мухаммад-шамхал I (1551), Будай-шамхал (1566—1567), Сурхай-шамхал I (1567—1569), Чопан-шамхал (1569—1578), Сурхай-шамхал II (1605—1614), Андий-шамхал (1614—1623), Ильдар-шамхал (1623—1635), Айдемир-шамхал (1635—1641).

## Список правителей
- Шахбал ибн Абдулла (734)
- Бадр-шамхал I (1295—1304)
- Ахсувар-шамхал I (1320)
- Султан-Мухаммад-уллу (XIV век)
- Амир-шамхал (ок. 1396) (пал в бою с Тамерланом)
- Али-бек-шамхал (ок. 1400), сын Мухаммада-уллу
- Сурхай-шамхал I (перв. пол. XV в.), сын Алибек-шамхала
- Гирай-шамхал (ок. 1448—1462), сын Сурхай-шамхала I, хаджи
- Умалат I (1462—1475), сын Сурхай-шамхала I
- Гази-Султан-шамхал (ок. 1500), сын Умалат-шамхала I , также упоминается как Шаухал «падишах» в 1485 году и Шаухал «вали Дагестанский» в 1494/1495 году.
- Будай-шамхал I (нач. XVI в.), Умалат-шамхала I
- Усми-шамхал (перв. четв. XVI в.) сын Усми, сына Будай-шамхала I
- Умалат II (втор. четв. XVI в.)/(1551), сын Усмии, сына Будай-шамхала I
- Будай II (1566—1567), сын Умалат-шамхала II (пал в бою)
- Сурхай II (1567—1572), сын Умалат-шамхала II
- Ильдар-шамхал I (ок. 1573—1586), сын Сурхай-шамхала II
- Чупан (ок. 1587—1605), внук Сурхай-шамхала II
- Сурхай III (1605—1609), сын Чупан-шамхала
- Адиль-Герей I (1609—1614), сын Сурхай-шамхала III
- Андий (1614—1623), сын Чупан-шамхала
- Ильдар II (1623—1635), сын Сурхай-шамхала III
- Айдемир (1635—1641), сын Султан-Махмута крым-шамхала, сына Чупан-шамхала